# Хансен, Нильс Улин
Нильс Улин Хансен (норв. Nils Uhlin Hansen; 6 мая 1919 года — 11 января 1945 года) — норвежский прыгун в длину, деятель норвежского Сопротивления в годы Второй мировой войны. В предвоенные годы он был успешным легкоатлетом, установив рекорд среди скандинавских стран по прыжкам в длину. Погиб за 4 месяца до окончания войны, попав в засаду вермахта.

## Довоенная биография
Родился 6 мая 1919 года в Тронхейме. Родители — норвежец Хокон Хансен и шведка Агнес Коллин. Занимался лёгкой атлетикой в клубе «Фрейдиг», первую победу в чемпионате Норвегии одержал в возрасте 19 лет с результатом 7 м 39 см (занявший 2-е место Коре Стрём отстал на 25 см). В 1939 году Хансен занял 2-е место, проиграв Стрёму. 11 сентября 1939 года Хансен установил национальный рекорд на стадионе Бислетт — 7 м 54 см, побив рекорд двухлетней давности Отто Берга (на 2 см) и установив рекорд среди скандинавских стран.

## Движение Сопротивления
Спортивную карьеру Хансена прервала Вторая мировая война и операция «Везерюбунг» в 1940 году. 8 ноября 1941 года Хансен бежал в Швецию, а через год уехал в Великобританию, где стал агентом Управления специальных операций и бойцом 1-й отдельной норвежской роты. Хансен участвовал в нескольких диверсиях в Норвегии, в том числе в подрыве Рёросской железной дороги в январе 1945 года. Группа диверсантов действовала в Центральной Норвегии с конца 1944 по начало 1945 годов, подорвав Нурланнскую, Доврскую и Рёумскую железные дороги. Эти диверсии имели важное значение, поскольку усложнили задачу отступления немецким войскам из Северной Норвегии, использовавшим железнодорожный транспорт. Хотя ход войны складывался уже в пользу союзников, ходили слухи, что немецкие войска не покинут Норвегию, только если союзники не осуществят туда вторжение, поэтому норвежские силы готовились вести партизанскую войну против немцев.
10 января 1945 года в рамках карательной операции «Хенгст» немцы начали разыскивать деятелей подполья. Их знания о структуре норвежского Сопротивления были весьма поверхностными, однако 11 января они обнаружили одного лыжника в Сингсосе. Допросив его, они отпустили незнакомца, но отправились по его следам, которые привели в домик в Форсетволлане, Будал. Нильс Улин Хансен погиб в завязавшейся перестрелке.
Через два дня после его смерти норвежцы подорвали мост через реку Ёрстад.

## Награды
Награждён норвежской Военной медалью со звездой, медалью Святого Олафа с ветвью и медалью обороны 1940—1945 годов. Имя Нильса Улина Хансена носит улица в Тронхейме. Рекорд Хансена был побит в 1959 году Роаром Бертельсеном, прыгнувшим на 11 см дальше.